# ويليام سينيور (كاتب)
ويليام سينيور (بالإنجليزية: William Senior)‏ هو كاتب أسترالي، ولد في 1 يونيو 1837، وتوفي في 1 أكتوبر 1920.